# Rozsochatec
Rozsochatec (en allemand : Rossachatetz) est une commune du district de Havlíčkův Brod, dans la région de Vysočina, en République tchèque. Sa population s'élevait à 504 habitants en 2020.

## Géographie
Rozsochatec se trouve à 9 km au nord-est de Havlíčkův Brod, à 31 km au nord de Jihlava et à 92 km au sud-est de Prague.
La commune est limitée par Chotěboř au nord et à l'est, par Kojetín au sud, par Dolní Krupá au sud-ouest et par Čachotín à l'ouest.

## Histoire
La première mention écrite du village date de 1283. Il se trouve dans la région historique de Bohême.

## Administration
La commune se compose de deux quartiers :
- Jahodov
- Rozsochatec

## Transports
Par la route, Rozsochatec se trouve à 11 km de Havlíčkův Brod, à 37,5 km de Jihlava et à 116 km de Prague.